# Stazione di Torre dei Passeri
Stazione di Torre dei Passeri vasútállomás Olaszországban, Torre de’ Passeri településen.

## Vasútvonalak
Az állomást az alábbi vasútvonalak érintik:
- Róma–Sulmona–Pescara-vasútvonal

## Kapcsolódó állomások
A vasútállomáshoz az alábbi állomások vannak a legközelebb:
- Stazione di Piano d'Orta Bolognano
- Stazione di Tocco-Castiglione